# CRぱちんこアバンギャルド
『CRぱちんこアバンギャルド』は、2008年に京楽産業.から発売されたデジパチタイプのパチンコ。

## 概要
本機は、2008年に京楽産業.より発売された、芸能事務所「アバンギャルド」所属のグラビアアイドルをモチーフとしたパチンコ機である。同年に発売された『CRぱちんこ冬のソナタ2』同様、「小当たり」、「潜伏確変」が搭載されている。
台枠は、CRぱちんこ必殺仕事人IIIより採用されている新枠「STADIUM」を使用。
入賞口別抽選を採用し、ヘソ入賞からの大当たりは2R確変の比率が高くなっている。
CRぱちんこ冬のソナタ2、CRぱちんこ必殺仕事人III桜バージョンに採用されている、「連続すべり予告」を本機にも搭載。通常ゲーム中の中心となり、なおかつ大当たり演出に絡みやすい擬似連続予告として活躍。また、京楽機種おなじみとなったP-フラッシュ予告、チャンスボタンを使用した3択選択型のリーチアクションも搭載。大画面液晶を採用し、画面右側に原寸大サイズの携帯電話ギミック、色によって期待度変化などの役割を持つタイトルロゴギミックを画面上部に搭載。そして本機の目玉となるビッグハートギミックは通常画面左側に格納されている。

### スペック
CRぱちんこアバンギャルドM4
- 賞球数 3&10&14
- 大当たり確率
  - 低確率 1/314.75
  - 高確率 1/31.48
- 小当たり確率
  - ヘソ入賞 1/104.9
  - 電チュー入賞 1/1259
- 確変割合 65%
  - ヘソ入賞 15R確変35%・2R確変（電サポあり）3%・2R確変（電サポなし）27%
  - 電チュー入賞 15R確変55%・2R確変（電サポあり）10%・2R確変（電サポなし）0%
- 大当たりラウンド数　15ラウンド・8カウント
- 時短突入条件 すべての大当たり終了後100回転
- 特賞出玉 約1500個

※保留球は電チュー入賞を優先消化。
※電サポなし2R確変大当り後、再び電サポなし2R確変に当選すると電チューサポートが作動。

### 図柄
確変図柄
- 1:藤崎奈々子
- 3:小倉優子
- 5:浜田翔子
- 7:眞鍋かをり
- 9:山川恵里佳

通常図柄
- 2:北村ひとみ（現在は水樹たま）
- 4:井尚美
- 6:海川ひとみ
- 8:折原みか

## 予告

### 基本予告アクション
ステップアップ予告
1. 車が画面中央に停車。
2. 女の子が車から降りる。
3. 女子高生が登場。
4. ステップ2で登場した女の子が写真を撮られる。

ステップ1の車の色で信頼度が変化する（白<赤<ゼブラ。ゼブラなら期待度50%オーバー）。ステップ2で女の子が3人降りてくれば期待度アップ。またステップ4で撮られた写真が実写なら期待度アップとなる（ハートで囲まれていればさらに信頼度アップ）。その際、映し出されたアイドルがコスプレをしていれば対応するリーチへ発展する。ステップ3のタイミングでチャンスボタンを使った変身予告になることがある。
トレーラー予告
トレーラーのビジョンに写し出される内容で期待度が変化する。様々な文言があり、「???」ならガセ、「アツイ！」なら激アツ。また、水着姿のアイドルが現れることがあり、映っているアイドルとその人数で期待度が変化する。この予告からダイジェスト予告へ発展する場合もある。
着信予告
画面右の携帯役モノに着信が入り、アイドル達が答えてくれる。答える内容によって期待度が変化する。大画面だった場合はスーパーリーチが確定する。着信予告からダイジェスト予告へ発展する場合もある。
ボイス予告
リーチ成立時に、期待度を示すセリフが流れる。「リーチ！」<「チャンス！」<「激アツ！」の順に期待度がアップし、「激アツ！」の場合は期待度50%オーバーの激アツとなる。
図柄アクション予告
リーチ成立時に図柄がアクションする。「よぉ～し！」<「ファイト！」の順に期待度がアップする。ボイス予告と複合することもある。アクションが「ハッスル！ハッスル！」なら大当たり確定のプレミアム。
中図柄予告
変動開始時に、中図柄に停止していたアイドルがアクションする。ほとんど意味のない予告となるが、セリフが表示された場合はリーチが確定し期待度アップ。「イエーイ！」ならセリフが表示されなくてもリーチ確定。
ダイジェスト予告
白背景に黒文字でアイドルの名前が表示され、実写のアイドルが全画面にカットインする。発生すればスーパーリーチが確定し、登場したアイドルのスーパーリーチへと発展する。もし黒背景に白文字のカットインが発生した場合は、期待度50%オーバーの激アツとなる。
群予告
リーチ成立時、スーパーリーチ発展直前に、画面をキャラクター群が埋め尽くせば期待度大幅アップとなる。このとき、コスプレをしたキャラクター群（コスプレ群）が発生すれば期待度50%オーバーの激アツとなる。
変身予告
前述したステップアップ予告のステップ3のタイミングで発生する可能性がある。ステッキを持った女の子が登場し、チャンスボタンを連打して変身できればスーパーリーチが確定する。リーチ成立後は、変身したキャラのスーパーリーチへ発展する。この時、変身時のオーラの色が、白＜黄色＜ピンク＜レインボーの順に信頼度がアップ。

### 擬似連系予告
連続すべり予告
本機の擬似連予告。右図柄がすべり、停止した図柄が「ラブラブ！」と喋り再始動する。同一図柄で左図柄もしくは右図柄が、横一直線でなく0.5コマずれの形で止まれば成立となる。
すべり予告3回でスーパーリーチ確定、4回でハイチャンスとなる。すべり予告2回目までは、リーチがかからないガセが存在する。中絵柄が先に停止するパターンが発生すれば、3回目まですべり予告継続確定となる。5回まで継続すれば確変大当たり確定となる。また、連続すべり予告2回目でリーチがかかることはないが、もし発生すれば法則崩れとなり大当たり確定となっている。
この連続すべり予告を初めとする擬似連続予告は、前述した通り、2連目でガセる場合や、1連目でも、図柄が滑ってもズレ目が停止せずガセるパターンが多いが、画面上にひとつでもリーチ確定予告が出ていれば3連以上が確定するので、画面上のミニキャラなどに要注目することで、真っ先に擬似連するかガセるかを見極めることができる。（リーチ（スーパー含む）確定のミニキャラ：紙テープ、風船10個、ツバメ・スズメ各3匹、アヒル・ブタの風船等）逆に、リーチ確定予告がなければ、高確率でガセになる。
スターダスト予告
画面内に星のかけらが降り注げば、連続すべり予告のチャンス。盤面上のタイトルギミックから光が降り注げば右図柄がすべる。しかしリーチ確定要素がなかった場合は擬似連せずに終わる場合や、2連目でガセる場合が多い。
ラブ予告
画面内に「LOVE」のメッセージが発生すれば、3連以上の擬似連が確定し、期待度アップ。LOVEの文字が発生する箇所は、チラシ、子ブタが着ている服、トレーラーのビジョンなどがある。中図柄アクションで、文字と共にアイドルが「LOVE!」と喋る場合もある。
連続ラブラブ予告
1回転限定のチャンスアップ演出で、通常の連続すべり予告よりも期待度は高い。ハートの光の中に実写のアイドルが登場し、アイドルが二言目を喋ればリーチ確定（擬似連の終了が確定）。登場したアイドルで期待度が変化する（浜田<小倉<眞鍋）。ステップアップ等他の予告とは複合しない（発展時は、携帯フラッシュ予告と同様に役モノや画面内が白くフラッシュし、液晶上部にあるアバンギャルドのロゴ役モノがピンク色に発色する）。「連続すべり予告」ではアイドルが「ラブラブ」と喋るが、こちらは喋らずに効果音のみが発生する。

### ギミック系予告
ステップメール予告
画面右の携帯ギミックがメールを受信し、チャンスボタンを押すと画面に内容が表示される。画面の色で期待度が変化（灰色<黄色<ピンク）し、黄色以上でリーチが確定する（ただしニャンニャンスロット、アバンギャルドチャンスのチャンス目を除く）。また、メールの着信音が着ボイスならリーチ確定、CRぱちんこ必殺仕事人IIIの確定音であるチャルメラのメロディーならプレミアム。画面の色がレインボーで、メールの送り主の名前の両側に京楽マークが付いているメールならプレミアム。
携帯フラッシュ予告
変動開始時に携帯ギミックが横に振動し、筐体LEDと画面内が白くフラッシュする。発生した時点でスーパーリーチが確定。普通にリーチなる場合が多いが、すべり予告を伴い擬似連した場合は3連以上が確定する。通常のすべり予告とは違い、擬似連する毎にロゴ等の色が青→黄→赤と変化することはない。
ビッグハート予告
画面中央にハートギミックが出現すれば期待度大幅アップとなる。リーチ直後に出現するパターンと、変身予告後に出現するパターン、SP発展時経由（スパイorコンサートリーチ濃厚となり激アツ）の3パターンある。他にも確変昇格時に発生したりと、本機のメインとなるギミックでもある。また、裏ボタンとして、ビッグハート作動中(作動時)にチャンスボタンを1回押すと、内部的に確変大当たりを引いていれば、P-フラッシュが鳴ることがある。
P-フラッシュ予告
京楽定番の演出。特定の契機に突然「キュインキュインキュイン」という効果音と共にハンドル内で赤い光が回転しフラッシュすれば、確変大当たり確定となる。
P-フラッシュの発生契機は、以下の通り。
- 変動開始時（連続すべり予告中は、リーチがかかる変動時）
- チャンスボタンを使用した演出で、チャンスボタンを押した瞬間
- リーチ成立直後
- スーパーリーチ発展時
- スーパーリーチハズレ後の再始動大当たり直前
- 再抽選時

P-サイレン予告
ハンドルが光らずに「キュイン」音が発生すれば大当たり確定となる。上記のP-フラッシュならば確変大当たり確定だが、こちらは大当たり確定で、確変大当たり確定ではない。
こちらは「キュイン」音だけでなく、パトカーのサイレン音やピストル音が鳴ることもある。
ニュース速報予告
ピピピッという効果音と共に、画面上部に「KYORAKUニュース速報」と表示されることがある。予告される文言は「激アツサイレンにご注意ください」「P-フラッシュにご注意ください」の2つがある。前者は、1時間に1回（○時00分）、時報のようにして発生するが、このとき高確率状態であれば、サイレン音と共に台枠上下のビーコンライトが激しく動作する。通常時はあまり意味のない予告となるが、「激アツサイレン注意報」発生時がニャンニャンスロットからのモード移行直後であれば、サイレン音の有無で確変潜伏を判別できるため、意味のある予告となる。
また、後者のP-フラッシュ予告が発生すれば数秒後に必ずP-フラッシュが発生し確変大当たり確定となっている。

## チャンスアクション

### ニャンニャンチャンス
画面内にネコが登場する。もしキャラクターがネコを捕獲できれば、センター1ライン上に各アイドルのネコ図柄が順目で停止し、ニャンニャンスロットに突入する。トレーラー予告、メールステップ予告などでネコが登場すれば、ネコ図柄停止のチャンス。
ネコのキャラクターが登場せずに突然ネコ図柄が3枚停止する場合もある。

### アバンギャルドチャンス
センター1ライン上にチャンス目「3・5・7」（順不同可）が停止すればアバンギャルドチャンス。大当たり期待度は高い。発生すればリーチラインは必ずダブルラインとなる。スーパーリーチの選択肢が3つ現れ、チャンスボタンを押してルーレットを止め、選択されたリーチへと発展する。すべて☆5つならプレミアム

## ニャンニャンスロット
2R確変（潜伏確変）突入の可能性があるチャンスアップ演出。本機の目玉演出でもある。通常時、時短中に発生する「ネコ捕獲予告」または「ニャンニャンチャンス」でネコを捕獲、またはセンター1ライン上に順目のチャンス目(3・4・5など)が停すれば、ニャンニャンスロットに突入する。選択肢が現れ、チャンスボタンを押してスロットを止め、止まったモードに移行する。CRぱちんこ冬のソナタ2のミニョンモードに相当する。また15Roundの図柄をそろえば一発で15R確変大当たりを引ける等のチャンスもある。
2R確変当選か小当たりかの判別は、モード突入時に点灯する盤面右下のラウンドランプにより可能である。

### 移行モード
BAD
小当たりでも2R確変でもないガセ演出。選択後は通常画面に戻る。
カフェ・ド・アバンモード
小当たりor2R確変。潜伏確変期待度★☆☆
こりん星モード
小当たりor2R確変。潜伏確変期待度★★☆
眞鍋先生モード
小当たりor2R確変。潜伏確変期待度★★★
ニャンニャンモード
電サポあり2R確変当選
デートモード
電サポ付き2R確変当選。バカンスモード中のみ出現
15Round
15R確変大当たり。発生後にスーパーアバンギャルドボーナスへ移行。

### スロットの種類
スロットの種類によって、確変期待度が変化する。各モード共通で、一度選ばれた選択肢が4回点滅するが、この際に期待度の高い選択肢に変化することもある。
通常スロット
スロット突入時に上記の選択肢の中から6つ表示され、スロットが回転し、チャンスボタンを押してスロットを止める。このとき選択肢が確変期待度の高いモードに偏っていれば、潜伏確変のチャンスアップとなる。チャンスボタンを押し、選択肢が4回点滅する際に期待度が高いモードに変化することがある。
連打
チャンスボタンを連打して選択肢を破っていき、期待度の高いモードを目指す。通常スロットよりも確変期待度は高い。BADの選択肢からスタートするが、必ず「小当たり」以上が確定する。
一撃必殺
チャンスボタンを1回だけ押し、期待度の高いモードを目指す。ニャンニャンスロットの中では最も確変移行期待度が高い。
バカンスモード中は、ニャンニャンスロットが発生した場合、BADであれば小当たり、デートモードが出現すれば、デートモードに移行し高確率状態となる。

### 各モード解説
ニャンニャンスロット後は、以下の選択されたモードへ移行する。潜伏確変に移行した場合、各モードにおいて何らかの当たりが発生する前にモードが終了することがあるので注意する必要がある。ただし、通常モードに戻った際に、画面内に蟹の絵があれば高確率状態確定となる。

#### カフェ・ド・アバンモード
基本演出は、海川ひとみ、井尚美、折原みか、北村ひとみの4人がウェイトレスに扮してサービスをする演出となる。
ステップアップ予告
1. ベル出現
2. チャンスボタンを押し、ウェイトレスが登場
3. ウェイトレスがサービスする（リーチ確定）

ベルの色で信頼度が変化する（銀<金）また、ステップ3での演出でも期待度が変化。
オーダー予告
オーダー後に運ばれてくる品物の内容で期待度が変化。オムライスにタヌ吉くんなどの京楽おなじみのプレミアキャラがケチャップで描かれていたり、CRぱちんこ必殺仕事人IIIの中村家モード中に出現する、「お膳」が出てくるプレミアも存在する。
ウィンドウ予告
画面下にアイドルが登場し、チャンスボタンを押すとセリフが出現する。セリフの内容で期待度が変化する。

#### こりん星モード
基本演出は、小倉優子が「こりん星」のお姫様となる演出である。モード中は、ミッション系の演出となりミッション達成できれば大当たり確定となる。ミッションは図柄ミッション（○のリーチをかけるんだぷ～）とプレゼントミッション（○○がほしいんだぷ～）がある。
小当たりからのこりん星モードは、移行後3分経過すると通常モードに戻るが、潜伏確変状態で3分以内にあたりを引けなかった場合は、約1：1の割合で「超こりん星モード」か通常モードに移行する。

#### 眞鍋先生モード
基本演出は、眞鍋かをりが学校の先生となり授業を行う演出となる。
眞鍋かをりのアクション、黒板に書く内容、セリフなどで期待度が変化する。
一定時間経過すると、授業の時間割が進行していくが、潜伏確変状態で5時間目が終わるまでに当たりを引けなかった場合は「補習授業」に突入する。
ちなみに、「超こりん星モード」と「補習授業」に突入した際にいずれも背景に蟹の絵が現れるが、これは蟹が「甲殻」類であることと、高確率状態の「高確」をかけている。

#### ニャンニャンモード
電サポあり2R確変当選時に移行する。モード中はハートギミックが常に画面内に現れた状態となる。図柄はすべてアイドルが猫のコスプレをした「ネコ図柄」となり、背景には回転数に応じて(20回転ごとに変化する)浜田翔子、小倉優子、眞鍋かをり、藤崎奈々子、山川恵里佳が現れる。
予告は主にステップアップ予告で、ハートギミックの外側に現れるアニメのキャラの人数で期待度がアップする（1人<2人<3人）。リーチ後にダブルラインに発展すれば、確変大当たりの期待度がアップする。
ニャンニャンモード中に2R確変、もしくは小当たりを引くと、アイドルからデートのお誘いがあり、デートモードへと移行する。

## リーチアクション
本機種は京楽機種には珍しくマルチラインであり、リーチライン数で発展するリーチと期待度が変化する。また、シングル・ダブル共通で発展するリーチ（水着リーチなど）もある。それぞれのリーチにはチャンスアップが存在し、それによっても期待度が変化する。再始動演出時にはビッグハート役モノが作動する。各リーチで再始動大当たりした場合は確変期待度が高くなる。

### スーパーリーチ発展演出
ノーマルリーチ中に雑誌が出現するとスーパーリーチに発展。ページが3回めくれて最終的に表示されたリーチへと発展する。リーチ発展直前にハートギミックが作動し、期待度の高いスペシャルムービー系リーチへ発展する場合もある。3ページ目のリーチ内容と違うリーチに発展した場合は、発展先矛盾となり大当たりが確定。（例:3ページ目がウエイトレス→シスターリーチに発展）
また、雑誌の表紙にネコのコスプレをしたアイドル全員が表示されていれば大当たり確定となる。

### シングルライン系リーチ
ウェイトレスリーチ
ウェイトレスに扮した浜田翔子が落とした図柄を無事拾い上げれば大当たり。転んだ時に踏むバナナの数（1本＜2本）で期待度が変化。バナナの皮がなければ大当たり確定。また、大当たり図柄キャッチに飛んだ際の背景に人形があれば期待度アップ（玉ちゃん人形なら大当たり確定）

エンジェルリーチ
小倉優子がエンジェルに変身できれば大当たり。図柄が小倉優子の周りを回転しているときにアヒル（黄色＜ピンク）の人形があれば期待度アップ（なし＜1匹＜2匹）。また、手でハートを作った時の色でも信頼度が変化する（白＜青＜赤）。その時、ハートの代わりに京楽マークが表示されれば大当たり確定。

シスターリーチ
シスターに扮した眞鍋かをりがドラゴンの攻撃をはじき返せば大当たり。地面がアップされているときに雑誌が飛んでくれば期待度アップ。また、眞鍋が作る十字架の色で信頼度が変化する（白＜青＜赤）。

### ダブルライン系リーチ
魔女リーチ
魔女に扮した浜田翔子が2匹の小悪魔を捕まえることができれば大当たり。登場時、画面左下に人形があれば期待度アップ（ウサギ＜ピンクのクマ）。その時の人形がたぬ吉なら大当たり確定。また、空を飛んでいるとき、背景を横切る物の種類で期待度が変化する（なし＜気球＜飛行船）。その際、ビッグ雀が横切れば大当たり確定。

小悪魔リーチ
小悪魔に扮した小倉優子を背景に図柄が横にスクロールする。小倉優子の発するセリフによって期待度が変化する（白文字＜青文字＜赤文字）。途中、図柄がすしに変化するが、その時のネタによって期待度が変化する（コハダ＜玉子＜エビ＜イクラ＜トロ）。ケーキに変化すれば大当たり確定。

ヴァンパイアリーチ
ヴァンパイアに扮した眞鍋かをりが結界を破ることができれば大当たり。登場時、背景の月が赤なら期待度アップ（月にウサギが浮かんでいれば大当たり確定）。また、鞭を構えた時の背景によっても期待度が変化。（オーラのみ＜オーラ＋稲妻＜オーラ＋稲妻＋魔方陣）

### スペシャルムービー系リーチ
本機のリーチの中で最も信頼度の高いリーチ。
コンサートリーチ（シングルリーチ限定）
小倉優子が自身のデビューシングル「恋のシュビドゥバ」を歌い切れれば大当たり。リーチ中はライブの映像が流れる。途中、ハートマークに包まれた小倉優子のカットインが入れば期待度アップ。また、リーチ序盤にたぬ吉のカットインが入れば大当たり確定。

スパイリーチ（期待度50%オーバー）（シングル・ダブル共通）
スパイに扮した眞鍋かをりがヘリコプターからの攻撃から無事逃れることができれば大当たり。途中、指名手配書が貼ってあれば期待度アップ。このリーチはリーチ図柄に関わらず当たれば確変大当りとなる。また、手配書の代わりに玉ちゃんがいれば大当たり確定。

### その他のリーチ
水着リーチ（シングル・ダブル共通）
リーチ成立後、絵柄が回転し海の背景になれば水着リーチ。大当たり期待度は低いが、このリーチではニャンニャンスロット突入の意味合いの方が大きい。
水着リーチ中に以下の演出が発生すればニャンニャンスロット突入確定となる。
- リーチ突入時にチャンスボタンを押し、背後でパンダイルカが飛び跳ねる。
- リーチ中にチャンスボタンを連打し、アイドルのセリフが「ニャン！」に変化。
- リーチハズレ後、車が登場し、車の色が赤もしくはゼブラ。赤なら潜伏確変以上が確定、ゼブラなら電サポ付き2R確変、または15R確変大当り確定。

またリーチ中にチャンスボタンを連打し、セリフが「ハッスルハッスル！」に変化すれば大当り確定。
夏祭りリーチ（ダブル専用）
ダブルライン限定リーチ。アニメの藤崎奈々子と山川恵里佳が登場し、太鼓をたたいて図柄をそろえる。途中、実写の藤崎奈々子と山川恵里佳がカットインするが、そのとき背後に「祭」の文字があればチャンスアップとなる。
全回転リーチ
リーチ発展契機に突如アバンギャルドのロゴが画面奥から登場し、「アバンギャルド全回転！」のセリフの後、各アイドルの水着映像と共に図柄が全回転する。発生すれば確変大当たり確定。
枠外プレミア
上段の枠外横1直線ラインで確変図柄が揃った状態（例えば、センターに「4 2 2」が止まった場合は、枠外（上段）で「3 3 3」が揃っている状態）で停止すると、アニメキャラの女の子3人が上から図柄を滑らせれば確変大当り確定となる。発生条件として主に、リーチ確定予告を経由してのリーチ否定（アバンギャルドチャンス・ニャンニャンスロットのチャンス目停止系等は除く）から発生する。

### 再抽選
各リーチにおいて図柄が3枚揃うと、再抽選が発生する。アイドルのキスアクションと共に図柄が回転し、一旦仮停止する。数秒後に図柄が飛び出し、図柄が確定する。
確変図柄昇格のタイミングは以下の通り。
- 仮停止する瞬間に通常図柄から確変図柄に変化。
- 最後の図柄確定のタイミングでハートギミックが作動し、確変図柄に変化。

なお、アイドルのキスアクションのタイミングで全画面カットインが発生すれば、確変昇格確定となる。

## 大当たりラウンド
通常大当たりは、「アバンギャルドボーナス」と呼ばれ、確変大当たりした場合は「スーパーアバンギャルドボーナス」と呼ばれる。
大当たり中は、各アイドルのプロフィールと共にお宝映像が流れる。携帯電話ギミックの画面内にはQRコードが表示され、サイトにアクセスすることでアイドルの写真や機種情報を取得できる。
確変昇格判別は右下の7セグによって、確変か通常に決まる。また、通常大当たりラウンド中に携帯電話にメールが届くことがあり、チャンスボタンを押してハートギミックが登場すればラウンド終了後デートモード（高確率状態）に突入する。メールが届いても、メールの中身が割れたハートであれば昇格失敗となる。
ラウンド終了後にハートギミックが作動して復活昇格することもある。

## デートモード（高確率状態）
15R確変大当たり後、またはバカンスモード中にニャンニャンスロットから移行する。モード中はデートをするアイドルのプロフィールと画像が流れる。
予告は主に擬似連予告であり、続いた回数によって確変期待度がアップする。リーチがかかると「告白タイム」となり、告白が成功すれば確変大当たり、告白失敗なら通常大当たりとなる。
デートモード中に2R確変大当たり、もしくは小当たりを引くと、告白保留となり、デートの相手を変更する演出が発生する。「デートの相手を変えますか？」の画面でチャンスボタンを押すと、デート相手を変更することができる。告白保留で、デート相手変更の演出が発生しなかった場合は単なるリーチハズレとなる。
擬似連予告後、確変図柄でリーチがかかれば告白成功or保留となり、告白失敗することはない。また、告白タイム中にリーチ図柄が通常図柄から確変図柄に変わることもある。
一度告白失敗しても、直後にハートギミックが作動し復活確変大当たりすることがある。

### デートモード中予告アクション
擬似連予告
効果音と共に携帯ギミックが白く発光し、擬似連予告が発生する(最大3回)。疑似連予告中に画面にモンシロ蝶が出れば疑似連予告継続となる。回数が多いほど、確変大当たりの期待が高まる。通常時の連続すべり予告とは違い、右図柄のすべりは発生しない。また、疑似連中は毎回転、アイドルが声をかけてくるが、その時の枠が金色なら確変期待度がアップする（通常はピンク枠）。
ロゴ予告
液晶に「告白タイム」と表示されている時、液晶上部にあるアバンギャルドのロゴ役モノが発する色によって確変期待度が変化する（白＜青＜黄＜緑＜赤）。虹色なら確変大当たり確定。
お誘い予告
告白タイム突入時に表示される以下の告白セリフで、告白成功の期待度がアップする。
- 「好きです！付き合ってください！」
- 「大好きです！付き合ってください！」
- 「愛しています・・・付き合ってください！」
- 「僕には君しかいない！付き合ってください！」（発生時点で確変大当たり確定）

背景予告
告白する際の背景の景色で確変期待度が変化する。昼よりも夕方の背景のほうが確変の期待が高まる。背景が夜なら確変大当たり確定。
アイドルの仕草
告白後のアイドルの仕草でも期待度が変化する。「えっ、ホントに？」のなどのセリフと共に、嬉しい表情を見せれば確変大当たりの期待度は高い。また、嬉しい表情を見せた際に、盤面がレインボーにフラッシュすれば確変大当たり確定となる。

## バカンスモード（時短中）
背景が夕暮れに変化し、図柄内のアイドルは全て水着姿に変化する。演出は通常時とほぼ変化はない。
時短中は電チュー入賞がメインとなるため、電サポなし2R確変は発生しない。また、小当たり確率が通常時より非常に低くなっている。小当たりor電サポ2R確変に当選した場合は、ニャンニャンスロットが発生する。通常時よりも、確変への移行期待度は非常に高い。

## 沖パチモード(コマンド入力)
変動開始前の客待ち画面の状態（つまり保留がなくセグが完全に止まっている状態）の時にあるコマンドを入力すると、沖パチモードという、沖スロをもじったような完全告知型のモードに変化する。入力後、15R大当りを引いた時に、P-フラッシュもしくはP-サイレンで大当たりを告知してくれるようになる。2R確変、小当たり、15R大当たりを経由するか、一定時間経過で元に戻る。このコマンドを入力しても、P-フラッシュ、P-サイレンが鳴らずに大当たりする場合もあるが、高確率で発生するため、言い方を変えると「P-フラッシュ、P-サイレンが鳴らなければハズレ濃厚」となる。しかし、SPハズレ後の復活当たり時にもP-フラッシュ・P-サイレンを伴う演出もあるので、そこまで気にする必要もない。コマンドは、上皿右側の十字キーで「↑↓↓↑↓↓←↑→↓」と入力し、チャンスボタンを1回押す（十字キーの真ん中の、「ENTER」ではないので注意）。入力に成功すると、「沖パチモードだよ！」という声が聞こえる。

## 裏ボタン
- ビッグハート予告でビッグハートギミックが飛び出す瞬間にチャンスボタンをタイミングよく押してP-フラッシュが発生すれば確変大当たり確定。
- デートモードの告白失敗後に、復活大当たりでハートギミックが飛び出す瞬間にチャンスボタンをタイミングよく押すと、ムービーがハッスル娘に差し変わる。
- アバンギャルドボーナス終了後、「バカンスモード突入」と表示される際にチャンスボタンを3回押し、次回確変大当たりした際の大当たり開始画面でチャンスボタンを3回押すと、デートモードが前回の続きから始まる。